# Maire MacDonagh
Maire MacDonagh (20 mars 1918 - 3 juin 1997) est une dirigeante syndicale irlandaise et la secrétaire générale de l'Association of Secondary Teachers, Ireland pendant 25 ans.

## Enfance et éducation
Maire MacDonagh est née à Kilconnell dans le comté de Galway, le 20 mars 1918. Elle est la deuxième des trois filles survivantes de Michael MacDonagh, fonctionnaire des douanes, et de Caroline (née Keary). Elle fréquente l'école primaire locale, avant d'aller au Taylor's Hill Convent, à Galway, puis au Sion Hill Convent à Blackrock à Dublin. En 1936, elle entre à l'University College Galway (UCG) et obtient son diplôme en 1939 avec un BA (baccalauréat en arts) de première classe en français et irlandais et un B.Comm. En 1941, elle reçoit une maîtrise de première classe en vieil irlandais et un diplôme supérieur en éducation, toujours de l'UCG. Elle travaille pendant un certain temps pour une compagnie d'assurance à Dublin, puis enseigne au Sion Hill Convent, Blackrock pendant quelques années. Elle travaille ensuite comme secrétaire privée de JJ O'Leary, le directeur général de Cahill, une imprimerie de Dublin.

## Carrière
MacDonagh rejoint le personnel du Irish Trades Union Congress (ICTU) en 1953. Elle travaille avec des dirigeants syndicaux tels que Donal Nevin, Shirley Lowe et Ruaidhri Roberts. Elle est la secrétaire de Nevin alors qu'il est le secrétaire général du congrès. De 1956 à 1958, elle est secrétaire de la commission de l'unité, servant de rapporteur lors des pourparlers qui ont vu la création du congrès des syndicats unifiés en 1958. Elle est choisie à l'unanimité des 91 candidats qui postulent au poste de secrétaire générale de l'Association of Secondary School Teachers in Ireland (ASTI) et prend ses fonctions en juin 1959. Le Tribunal Ryan recommande un salaire standard payé par l'État pour tous les enseignants en 1969. L'ASTI s'y oppose car les enseignants du secondaire ont une échelle salariale légèrement plus élevée que les enseignants du primaire ou de l'enseignement professionnel. Les membres votent également pour s'affilier à l'ICTU. C'est sous la direction de MacDonagh qu'une grève est déclenchée en février 1969. La grève cause la fermeture de 570 écoles, touchant environ 135 000 élèves et près de 5 000 enseignants. Après trois semaines la grève est arrêtée et l'affaire est finalement réglée en 1971. En 1973, elle est élue au comité exécutif de la Fédération internationale des enseignants du secondaire (FIPESCO),.
À partir de 1972, l'ASTI se réorganise, voyant MacDonagh jouer un rôle plus important dans les négociations directes et sur les délégations représentatives de l'ASTI. Le nombre de membres du syndicat augmente, passant de 1 000 membres en 1958 à 10 500 en mars 1983. MacDonagh prend sa retraite après 25 ans comme secrétaire général de l'ASTI le 31 mars 1983. Un dîner de gala est organisé pour marquer l'occasion ; il réunit de nombreux représentants de haut niveau de tous les organismes d'enseignement ainsi que l'ancien ministre de l'Éducation John Wilson, la ministre de l'Éducation de l'époque Gemma Hussey et le commissaire européen Richard Burke. Elle reçoit une bourse d'honneur par le Educational Institute of Scotland en 1982,.
Elle meurt après une courte maladie le 3 juin 1997, au domicile de sa sœur à Letterkenny dans le comté de Donegal.